# Karina Vismara
Karina Vismara (Balcarce, 9 de enero de 1990 - Buenos Aires, 10 de agosto de 2022) fue una cantautora argentina de música folk.

## Biografía
Vismara nació en Balcarce en 1990. En su infancia recibió un teclado como regalo, y a partir de ese momento decidió dedicarse a la música, también guiada por su padre, que era guitarrista y cantante. Para continuar con su formación musical, a los 19 años se trasladó al Reino Unido para estudiar en el Liverpool Institute for Performing Arts, recibiendo su título de manos de Paul McCartney al momento de su graduación.
En 2015 publicó su primer trabajo discográfico, titulado Casa del viento y compuesto en su mayoría por canciones en inglés. Después de publicar algunos sencillos, en 2019 publicó Selva, su segundo larga duración. Ese mismo año participó en eventos como Cosquín Rock, Ciudad Emergente, Fardo Fest y La Bienal, y compartió escenario con artistas como Juana Molina, Bandalos Chinos y El Kuelgue.
Con la llegada de la pandemia de Covid-19, Vismara se dedicó a compartir videos musicales desde su hogar, y publicó el sencillo «Sola por la ciudad» en colaboración con el trío de música electrónica Poncho. En 2020 aportó su canción «Montaña» para la banda sonora del seriado británico Long Way Up, la cual apareció en el tercer capítulo, titulado «Southern Patagonia». Un año después publicó «No se deja conquistar», su último sencillo.

### Fallecimiento
Karina Vismara falleció en Buenos Aires el 10 de agosto de 2022 a causa de un cuadro de insuficiencia renal, agravado por un cáncer con el que venía lidiando. El Ministerio de Cultura de la Argentina confirmó la noticia a través de su cuenta de Twitter. Antes de su muerte, la artista había estado internada durante un mes en el Sanatorio Güemes de la capital argentina. Músicos como Leo García, Stu Larsen y Emmanuel Horvilleur, con quienes compartió sesiones musicales, expresaron sus condolencias a través de las redes sociales.

## Discografía

### Álbumes de estudio
- 2015 - Casa del viento
- 2019 - Selva

### Sencillos y EP
| Año  | Título                  | Notas                       |
| ---- | ----------------------- | --------------------------- |
| 2019 | «Montaña»               | Banda sonora de Long Way Up |
| 2019 | «Selva»                 |                             |
| 2019 | «Persona»               |                             |
| 2021 | «No se deja conquistar» |                             |